# Вязовицкий сельсовет
Вязови́цкий сельсове́т — сельское поселение в составе Долгоруковского района Липецкой области.
Административный центр — село Вязовое.

## География
Вязовицкий сельсовет граничит на северо-востоке с Грызловским, на юге с Дубовецким, на юго-западе с Веселовским, на севере с Войсково-Казинским сельскими поселениями Долгоруковского района.
По территории поселения протекают несколько небольших ручьёв, крупных рек нет.

## Население
| 2010 | 2012 | 2013 | 2014 | 2015 | 2016 | 2017 |
| ---- | ---- | ---- | ---- | ---- | ---- | ---- |
| 466  | ↘447 | ↘427 | ↘417 | ↘405 | →405 | ↘399 |
| 2018 | 2021 |      |      |      |      |      |
| ↘393 | ↘366 |      |      |      |      |      |

## Состав сельского поселения
| № | Населённый пункт | Тип населённого пункта       | Население |
| - | ---------------- | ---------------------------- | --------- |
| 1 | Вязовое          | село, административный центр | 321       |
| 2 | Сухой Ольшанец   | село                         | 145       |

## Культура и образование
- Центр культуры и досуга (Дом культуры) и библиотека
- Средняя школа в селе Вязовое
- Детский сад

## Инфраструктура
Почтовая связь:
- Отделение почтовой связи

Сберегательный Банк:
- Офис обслуживания в селе Вязовое

## Медицина
- Фельдшерско-акушерские пункты в Вязовом и Сухом Ольшанце

## Транспорт
Поселение связано автомобильным шоссе с райцентром Долгоруково, развита сеть местных дорог.

## Достопримечательности
- Покровская церковь 2-й половины XIX века в селе Сухой Ольшанец